# 郜雲官
郜永寬（1839年—1863年），字雲官，清湖北人，於1852年太平軍攻佔武昌前加入，初無名，隸李秀成部，於1860年夏太平軍二破江南大營攻佔蘇州後，續攻上海郜始著聞，功爵封「簡天義」、「簡天安」，太平天国后期重要将领，守蘇州，封“納王”，後殺慕王譚紹光獻降蘇州，與兩千名太平軍因李鴻章毀約皆遇害。

## 陽澄湖約降
- 1863年十月十三日，於舊識、淮軍副將鄭國魁安排，郜與英國籍的提督戈登、淮軍名將總兵程學啟約於陽澄湖畔磋商降事，學啟皆准。
- 李鴻章調度戈登常勝軍前往崑山駐防，顯見已有預謀，不願戈登插手此事。
- 廿二日，慕王（譚紹光）召郜永寬等八人會議，于座責永寬以怯，永寬等刺殺譚紹光，縱所部宰斬兩粵將兵眷屬，掠兩粵珍貨婦女，開城降于程學啟。

## 龔生陽擒害
- 廿四日李鴻章召見，密令斬，兩千名太平軍皆在蘇州雙塔寺遇害；八人為副將龔生陽擒斬。
- 李鴻章於二十天後寫信給曾國藩言收復蘇州事，自評與程學啟皆「雙手血腥」。